# 2165 Young
A 2165 Young (ideiglenes jelöléssel 1956 RJ) a Naprendszer kisbolygóövében található aszteroida. Indianai Egyetem fedezte fel 1956. szeptember 7-én.